# Rocznik

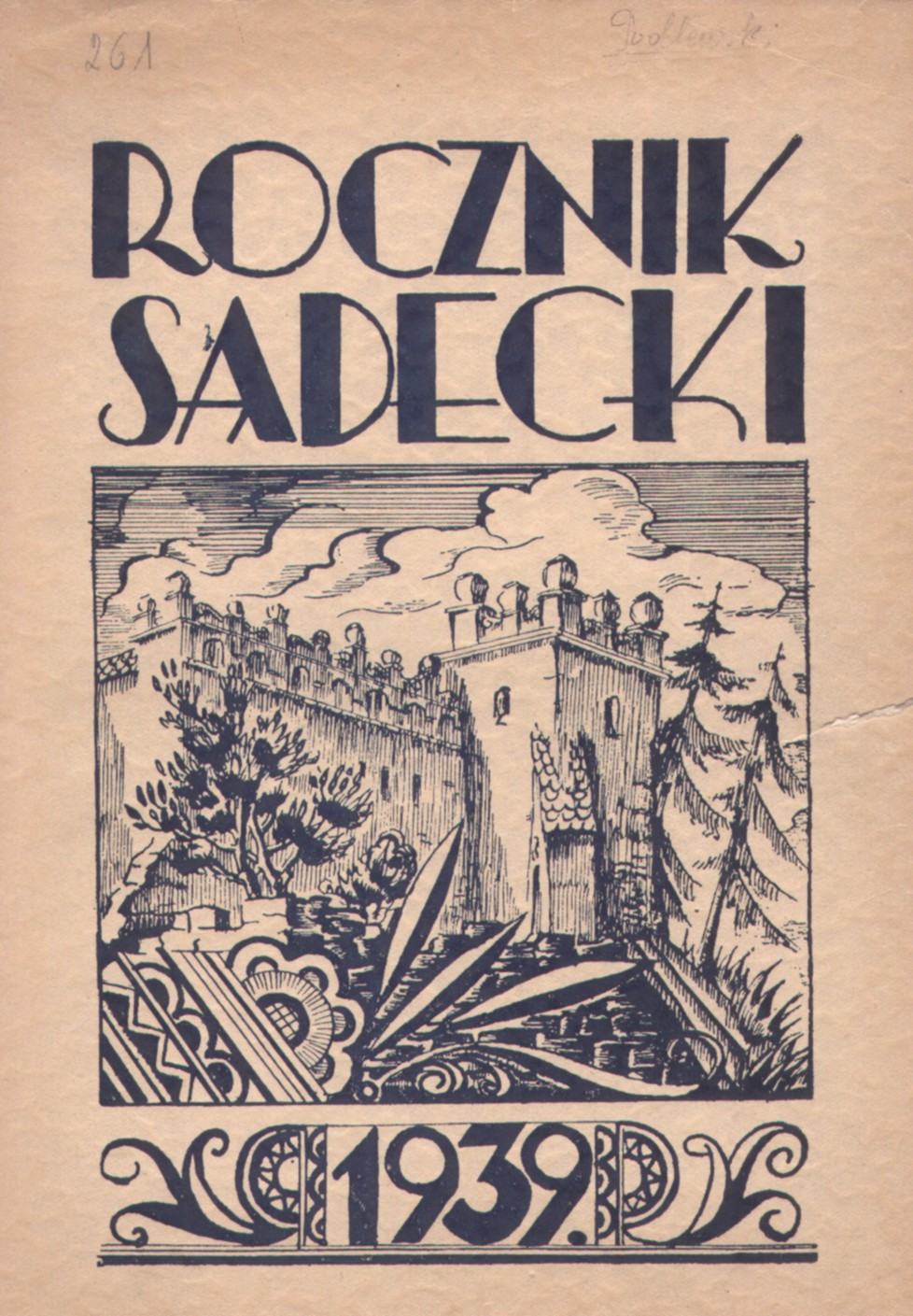
Okładka rocznika

Rocznik – czasopismo ukazujące się raz w roku. 
Roczniki to z reguły czasopisma naukowe objęte systemem obiektywnych recenzji, także literackie publikujące twórczość literacką (poezja, opowiadania, eseje lub fragmenty utworów). Roczniki mają zazwyczaj znacznie większą objętość w porównaniu do miesięczników.
W polskim nazewnictwie gatunkowym periodyków nazwa ta, utworzona na wzór dziennika, pojawiła się pod koniec XVIII wieku ("Roczniki Towarzystwa Warszawskiego Przyjaciół Nauk" 1802–30, "Rocznik Towarzystwa Dramatycznego", Poznań 1816), zastępując jednocześnie łacińskie annales dla określenia średniowiecznych kronik. Określenie to pojawia się często jako część składowa tytułu, nie tylko czasopism pojawiających się raz w roku ("Roczniki Krytyki Literackiej" z lat 1842–43, początkowo dwa razy w tygodniu, później dwutygodnik; "Rocznik Historii Czasopiśmiennictwa Polskiego", od 1969 jako kwartalnik).
Dawniej bardzo popularne były też cykliczne wydawnictwa rocznikowe w formie kalendarza.